# Igor Ter-Ovanesjan
Igor Aramovič Ter-Ovanesjan (rusky: Игорь Арамович Тер-Ованесян; * 19. května 1938 Kyjev) je bývalý sovětský atlet s ukrajinskými a arménskými kořeny, trojnásobný mistr Evropy ve skoku do dálky.
Účastnil se celkem pěti olympiád (v letech 1956 až 1972) – v Římě v roce 1960 a v Tokiu v roce 1964 vybojoval v soutěži dálkařů bronzovou medaili. Třikrát se stal mistrem Evropy ve skoku do dálky (v letech 1958, 1962 a 1969), dvakrát získal na evropském šampionátu stříbrnou medaili (v letech 1966 a 1971).
Dvakrát vytvořil světový rekord ve skoku do dálky – 10. června 1962 v Jerevanu výkonem 831 cm a 19. října 1967 v Mexiku výkonem 835 cm (vyrovnal tak rekord Ralpha Bostona z roku 1965). Po skončení sportovní kariéry byl trenérem sovětských dálkařů.

## Osobní rekordy
- hala – 823 cm – 1966
- venku – 835 cm – 1967